# Vladimir Timoshinin
Pour les articles homonymes, voir Timochinine.
Vladimir Aleksandrovich Timoshinin (russe : Владимир Александрович Тимошинин, Vladimir Aleksandrovitch Timochinine) est un plongeur russe né le 12 juillet 1970 à Moscou et mort le 15 août 2023.

## Palmarès
Aux Championnats du monde de natation, il est médaillé de bronze en 1994 en plongeon à 10 mètres.
Aux Championnats d'Europe de natation, il remporte le titre en plongeon à 10 mètres en 1991 et en 1995 et la médaille d'argent en plongeon synchronisé à 10 mètres en 1999. Il est aussi médaillé de bronze en plongeon à 10 mètres en 1989.
Il participe aux Jeux olympiques d'été de 1988 et en 1996.

## Vie privée
Il est le mari de la plongeuse Svetlana Timoshinina, avec laquelle il a une fille Yulia. Sa mère est la plongeuse Natalia Kouznetsova-Lobanova.